# Catochrysops asoka
Catochrysops asoka är en fjärilsart som beskrevs av Vincenz Kollar 1848. Catochrysops asoka ingår i släktet Catochrysops och familjen juvelvingar. Inga underarter finns listade i Catalogue of Life.